# Christoph Dietrich von Keller

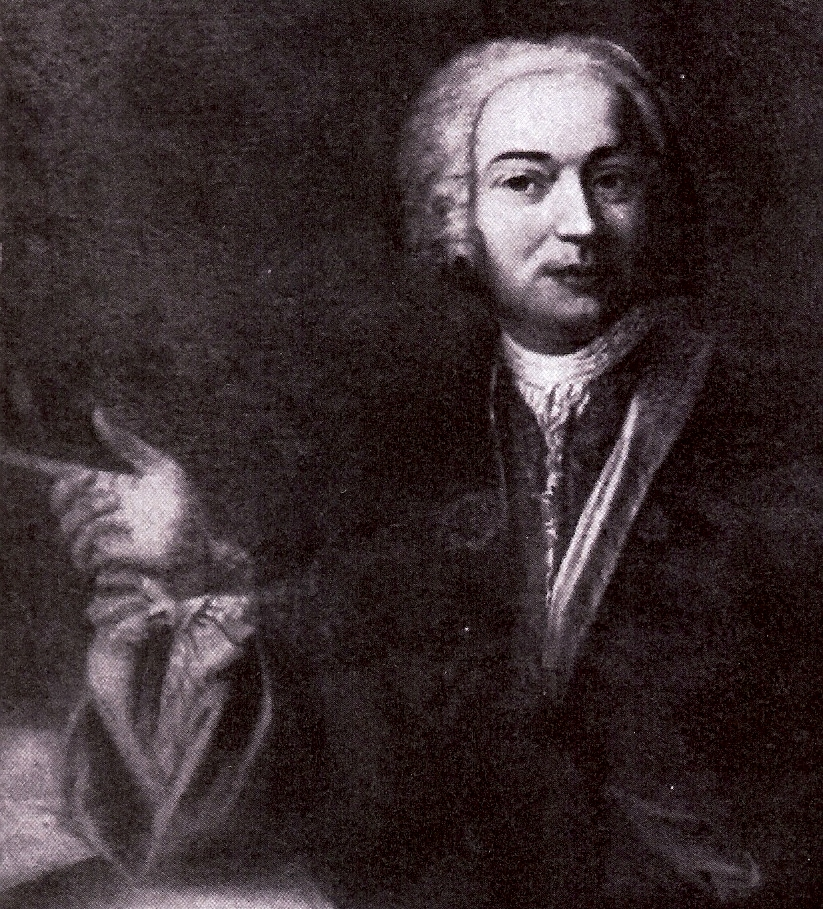
Christoph Dietrich Freiherr von Keller

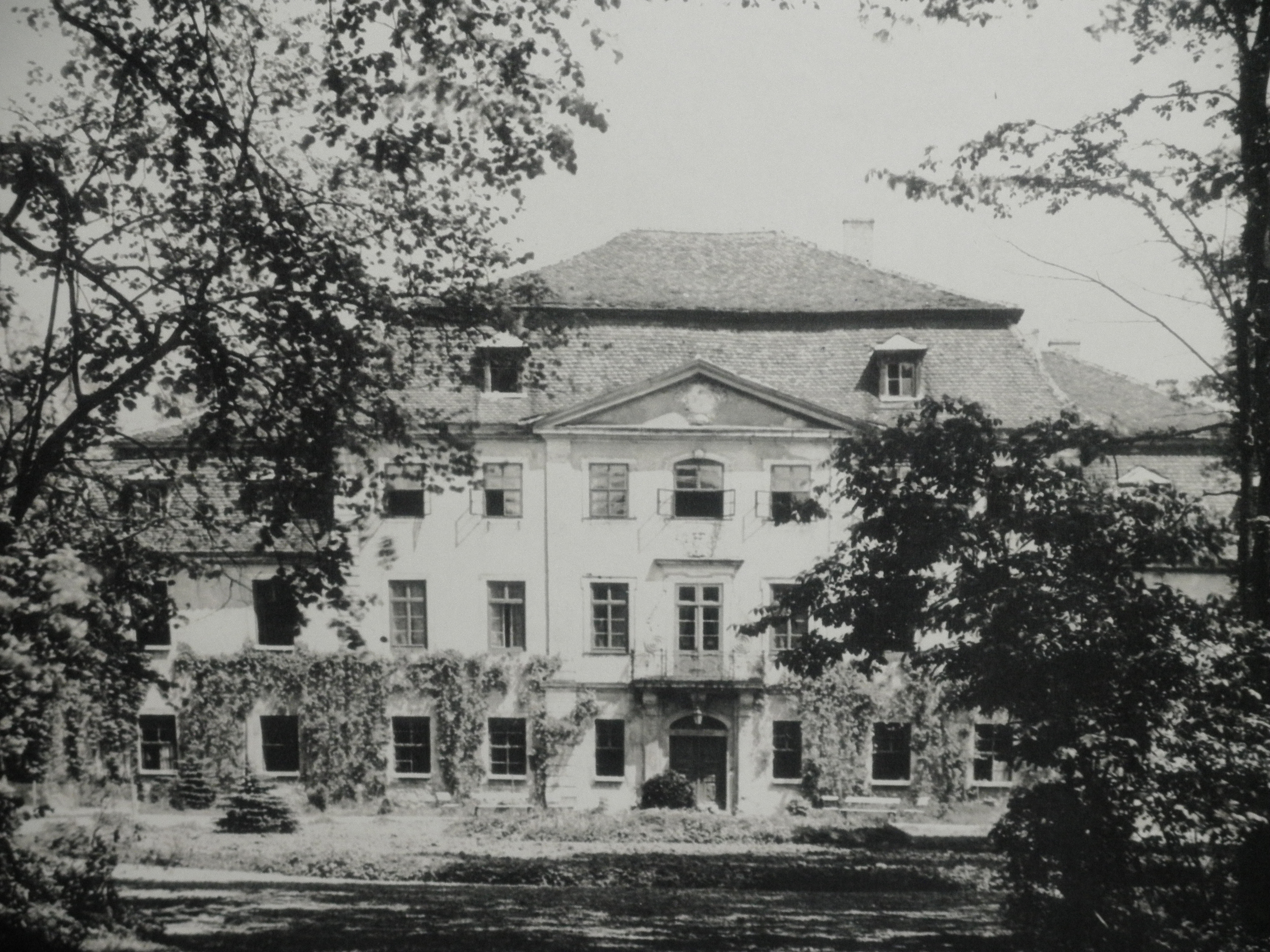
Schloss Stedten vor dem Abriss

Christoph Dietrich Keller, ab 1737 von Keller, ab 1738 Freiherr von Keller; (* 25. November 1699 in Tübingen; † 21. April 1766 in Stedten an der Gera) war ein Politiker und Diplomat in Diensten der Herzöge von Württemberg, des Herzogs von Sachsen-Gotha-Altenburg und des Königs von Preußen. 

## Leben
Er stammte aus der angesehenen schwäbischen Familie Keller, aus der bereits im Mittelalter einige Mitglieder sich als fähige Verwaltungsbeamte hervorgetan hatten. Als siebtes Kind des herzoglichen Kriegsrates Friedrich Heinrich Keller wuchs er in Tübingen auf und hatte 16 Geschwister. Nach Schulbesuch und Jurastudium am Tübinger Stift kam er in den diplomatischen Dienst des Herzogtums Württemberg. Dort wurde er Geheimer Sekretär, Regierungsrat und Geheimer Rat des Herzogs Carl Eugen. 
1735 erwarb er von der Familie Bechtolsheim Gut Stedten bei Erfurt und ließ hier anstelle einer älteren Wasserburg ab 1737 ein barockes Schloss errichten.
Am 14. September 1737 bekam er in Wien, als herzoglich württembergischer Gesandter und Geheimer Rat, durch Kaiser Karl VI. den Rittermäßigen Reichsadelsstand zuerkannt. Diese Standeserhöhung ging mit einer Wappenmehrung einher. Doch schon am 30. September 1738 erging eine weitere Erhöhung, als der Kaiser ihm und auch seinem Bruder, dem herzoglich württembergischen Geheimen Hofrat Johann David Keller, den Alten Reichsadelsstand verlieh. Auch dieser Akt war mit einer Wappenmehrung verbunden (zweiter Helm). Gleichzeitig wurde er zum Kaiserlichen Reichshofrat ernannt. Seitdem nannte er sich Freiherr von Keller. 
1747 wurde er zum herzoglich württembergischen Gesandten in Paris ernannt. Allerdings fiel er dort wegen seiner Verhandlungen über die Grafschaft Mömpelgard beim Herzog in Ungnade. 
1750 heiratete er Auguste Louise Eleonore Freiin von Mauchenheim, genannt von Bechtolsheim. Die Familie zog endgültig auf seinen Besitz Stedten, auf dessen Einnahmen er angewiesen war. Das Paar bekam zehn Kinder. 
1751 wechselte er in den Dienst des Herzogtums Sachsen-Gotha-Altenburg und wurde dort Hofmarschall und Staatsminister. 
Auch Friedrich der Große schätzte ihn und setzte ihn verschiedentlich als Diplomat ein.
1766 starb er als Erb-, Lehns- und Gerichtsherr in Stedten. Den Besitz erbte sein Sohn, Dorotheus Ludwig Christoph Graf von Keller.

## Nachlass
2016 konnte die Forschungsbibliothek Gotha der Universität Erfurt auf Schloss Friedenstein einen Teilnachlass von  Christoph Dietrich von Keller aus Privatbesitz erwerben. Der Teilnachlass besteht aus einer fast 1.000 Blatt umfassenden handschriftliche Sammlung zur Gothaer Hofkultur im 18. Jahrhundert, vor allem Korrespondenz von Kellers mit der Herzogin Luise Dorothea.

## Schriften
- Gesetz- und Actenmäßiges Bedencken über die Materie von der Römischen Königs-Wahl. 1751 (Digitalisat)